# X (믹스테이프)
X는 한국계 미국인 래퍼 pH-1의 믹스테이프로, 하이어 뮤직을 통해 2020년 5월 8일에 발매되었다.

## 음악 및 가사
비즈엔터에 따르면, "X는 기존 부드럽고 싱잉랩에 가까운 pH-1의 스타일과는 다르게 힙합 문화에 기여하는 의미를 담아 다채로운 음악들로 구성된 믹스테이프"다. "더블 타이틀곡 'PACKITUP!'과 'ANYMORE'는 기존 pH-1의 부드러운 이미지와 대조되는 꾸밈없고 거친 남성의 모습을 표현해 새롭게 변신한 pH-1의 색다른 매력을 느낄 수 있다." 또한 "신시사이저 라인이 중독적인 'OKAY', 로파이한 질감의 서정적인 무드가 돋보이는 붐뱁 트랙 '센 척', 동양적인 느낌을 더한 악기 구성이 인상적인 클럽튠 'MORAGO' 등은 탄탄한 완성도와 개성을 갖춘 곡들이다."

## 평가
<리드머>에서 5점 만점에 3.5점을 받았다. 황두하 평론가에 따르면, 뻔한 자기과시성 가사와 상대적으로 개성이 부족한 톤 등 "여전히 고질적인 아쉬움이 보이지만, 그럼에도 X의 완성도는 탄탄하다. 본격적으로 커리어를 시작한 후부터 추구해온 랩싱잉 스타일을 잠시 내려놓고, 정석적인 랩으로 방향을 튼 것이 주효했다."
<음악취향Y>의 선걸 평론가는 X가 레이블 구성원이 총출동한 두툼한 볼륨의 컴필레이션보다 더 듣는 재미로 넘친다고 평했다.

## 곡 목록
| #            | 제목                                                          | 작사                                    | 작곡                                | 편곡  | 재생 시간 |
| ------------ | ------------------------------------------------------------- | --------------------------------------- | ----------------------------------- | ----- | --------- |
| 1.           | 〈사인회〉 (Feat. 키드밀리)                                   | pH-1 키드 밀리                          | 그루비룸                            | 2:33  |           |
| 2.           | 〈OKAY〉 (Feat. 사이먼 도미닉 & 머쉬베놈)                     | pH-1 사이먼 도미닉 머쉬베놈             | 그루비룸                            | 3:23  |           |
| 3.           | 〈PACKITUP!〉                                                 | pH-1                                    | BMTJ                                | 2:04  |           |
| 4.           | 〈BLAME MY CIRCLE〉 (Feat. 저스디스 & 오왼)                   | pH-1 저스디스 오왼                      | pH-1 그레이 닥스                    | 3:48  |           |
| 5.           | 〈TELEFONO〉 (Feat. 김하온 & 우디 고차일드 & 박재범 & 식케이) | pH-1 김하온 우디 고차일드 박재범 식케이 | 우기                                | 3:12  |           |
| 6.           | 〈센 척〉                                                     | pH-1                                    | pH-1 그레이 닥스                    | 3:06  |           |
| 7.           | 〈ANYMORE〉 (Feat. 애쉬 아일랜드)                             | pH-1 애쉬 아일랜드                      | pH-1 애쉬 아일랜드 그레이 닥스 오프 | 3:11  |           |
| 8.           | 〈I CAN TELL〉 (Feat. 브래디스트릿 & 버벌진트)                | pH-1 브레디스트릿 버벌진트              | 모쿄 제티 pH-1                      | 3:36  |           |
| 9.           | 〈MORAGO〉 (Feat. 블라세 & 쿠기)                              | pH-1 블라세 쿠기                        | 슬롬                                | 3:33  |           |
| 10.          | 〈DRESSING ROOM〉                                             | pH-1                                    | pH-1 모쿄 제티                      | 3:15  |           |
| 총 재생 시간 | 총 재생 시간                                                  | 총 재생 시간                            | 총 재생 시간                        | 31:41 |           |

## 차트
| 차트 (2020)     | 최고 순위 |
| --------------- | --------- |
| 대한민국 (가온) | 27        |

## 판매량
| 지역     | 판매량 |
| -------- | ------ |
| 대한민국 | 4,579  |